# Бизово (Упоровський район)
Би́зово (рос. Бызово) — село у складі Упоровського району Тюменської області, Росія.
Населення — 572 особи (2010, 529 у 2002).
Національний склад станом на 2002 рік:
- росіяни — 92 %